# Pugny-Chatenod
Pugny-Chatenod est une commune française située dans le département de la Savoie, en région Auvergne-Rhône-Alpes.
Située sur les contreforts du mont Revard et établie sur les hauteurs du bassin aixois et du lac du Bourget, la commune est traversée par plusieurs cours d'eau provenant de sources du massif des Bauges ; la commune étant par ailleurs adhérente au parc naturel régional du massif des Bauges.
Historiquement, Pugny-Chatenod est un ancien petit village savoyard qui a accueilli des personnalités célèbres à la fin du XIXe siècle grâce à la présence du climatérium des Corbières. Par ailleurs, la proximité de la station du Revard a permis à la commune de se développer, notamment avec la construction d'un chemin de fer reliant la vallée aux stations dès la toute fin de l'époque contemporaine.
Par ailleurs, économiquement, la commune possède le revenu fiscal médian par ménage le plus élevé du département.

## Géographie

### Situation

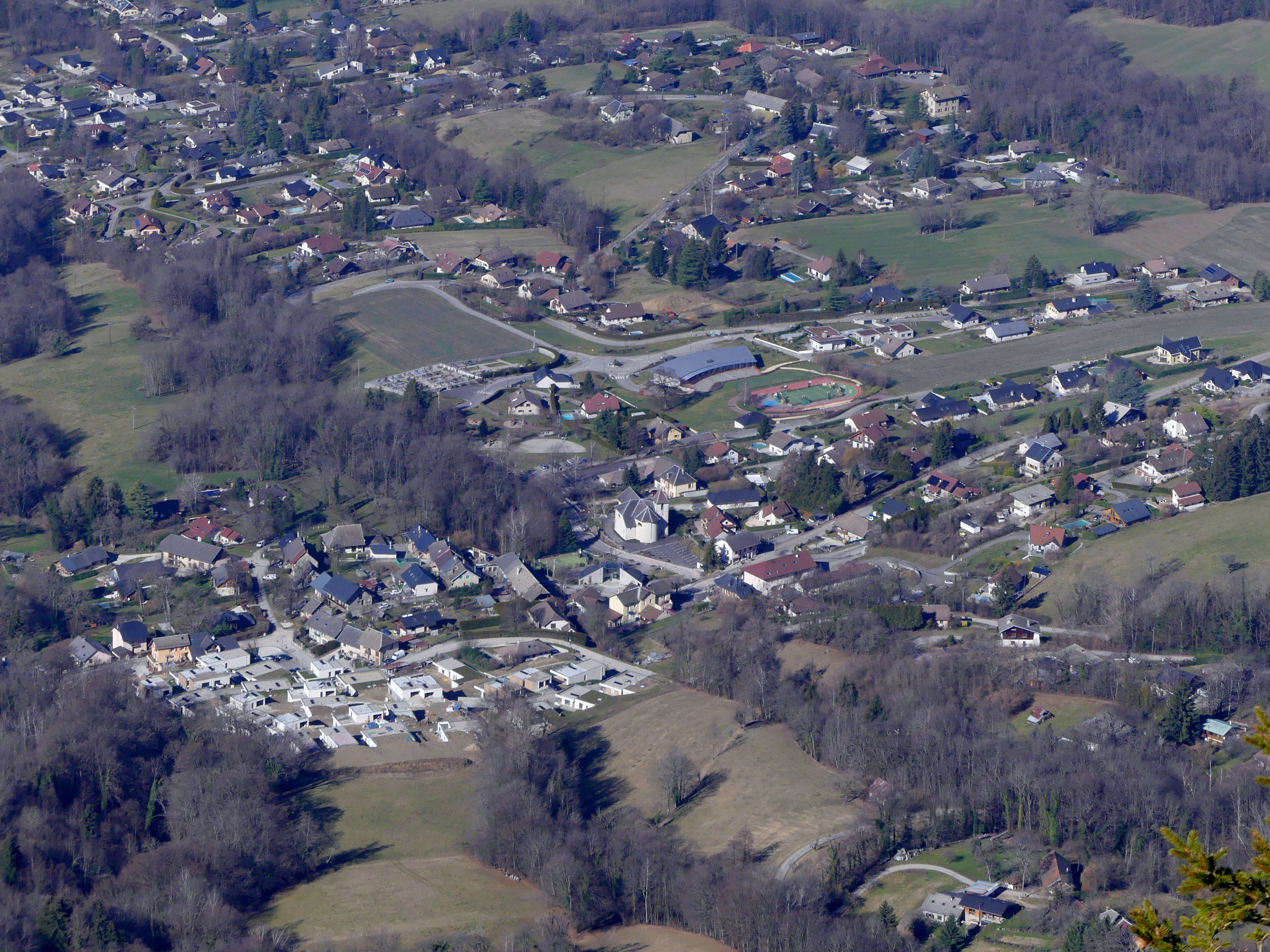
Vue de Pugny-Chatenod depuis le mont Revard.

Située sur la route du Revard, Pugny-Chatenod domine Aix-les-Bains et le lac du Bourget.
La ville d'Aix-les-Bains est située à 3,4 km à vol d'oiseau depuis la commune et la préfecture, Chambéry, à 14 km.

### Communes limitrophes
Les communes limitrophes sont  Aix-les-Bains, Grésy-sur-Aix, Les Déserts, Montcel, Mouxy et Trévignin.
| Grésy-sur-Aix | Trévignin      | Montcel |
| Aix-les-Bains | Pugny-Chatenod |         |
|               | Mouxy          |         |

### Géologie et relief
La commune est dominée par le mont Revard et qui, grâce à son belvédère, offre un point de vue à 360° au-dessus du lac du Bourget.
La commune de Pugny s'étend sur 5,36 km2. Son altitude varie de 380 à 1 539 mètres. Le bourg se situe à une altitude d'environ 600 m. La commune surplombe le lac du Bourget, plus grand lac naturel de France, et la vallée d'Aix-les-Bains.  La densité de population diminue lorsque l'on se rapproche des forêts du mont Revard. En effet, le lieu, en plein dénivelé et sans accès, est inconstructible.
Le sol de la commune est majoritairement constitué de molasse marine miocène sur la partie ouest et nord. En gravissant les pentes du massif des Bauges, on retrouve plusieurs types de roches et de calcaire (marno-calcaire) mais surtout, on retrouve l'urgonien en grande majorité près du Revard et dans presque la totalité du massif.

### Hydrographie
De nombreux cours d'eau traversent la commune en direction du lac du Bourget. On retrouve notamment les ruisseaux du Foran nord et sud, qui prennent leur source dans le massif des Bauges, ainsi que le nant de l'abbaye qui sépare la commune au nord avec celle de Trévignin. Par ailleurs, la commune est soumise au risque d'inondations. C'est pour cela qu'un plan de prévention des risques d'inondations a été créé,.

### Climat
Le climat rencontré sur Pugny est de type montagnard, la commune étant située à une altitude plutôt élevée en moyenne et à proximité des contreforts alpins.
La neige est souvent présente en hiver. D'autre part, la position entre deux massifs favorise le blocage de perturbations qui provoquent des cumuls de précipitations importants par rapport à la moyenne nationale. De plus, la région est fréquemment soumise au risque orageux lors des premières jours de chaleur.

### Milieux naturels et biodiversité

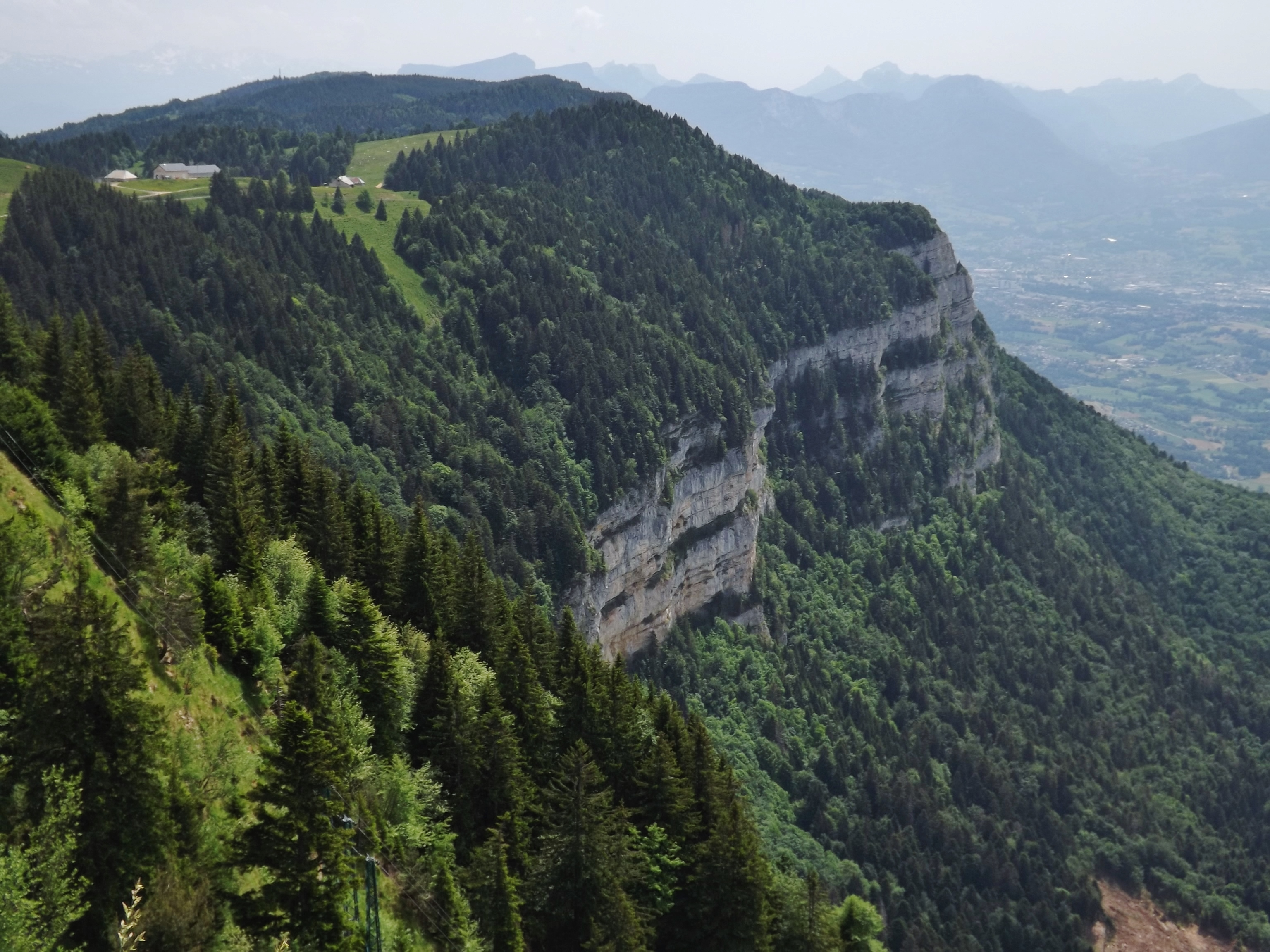
Les falaises du mont Revard.

La commune possède deux zones naturelles d'intérêt écologique faunistique et floristique (ZNIEFF) :
- La zone de type 2 : « chaînons occidentaux des Bauges » d'une superficie de 16 372 ha. La zone présente un grand intérêt botanique, avec de nombreuses espèces montagnardes telles que le sabot de Vénus ou bien le Lycopode en massue. On retrouve aussi près des zones humides des laîches, des rossolis, voire des scheuchzérie des marais. L'avifaune présente par ailleurs des espèces rares comme la chevêchette d'Europe ou le tétras-lyre[10].
- La zone de type 1 : « falaises et forêts occidentales du Mont Revard » d'une superficie de 1 568,03 ha. Des milieux variés composent cet espace. Ainsi, des bois de bouleaux à sphaignes et des pelouses sèches à orchidées sont implantés. Cette partie occidentale du massif héberge des plantes rares à l'échelle départementale comme le laser de France ou la campanule carillon. Dans les bois, au bas des barres rocheuses, un important regroupement de l'érythrone est présent[11].

## Urbanisme

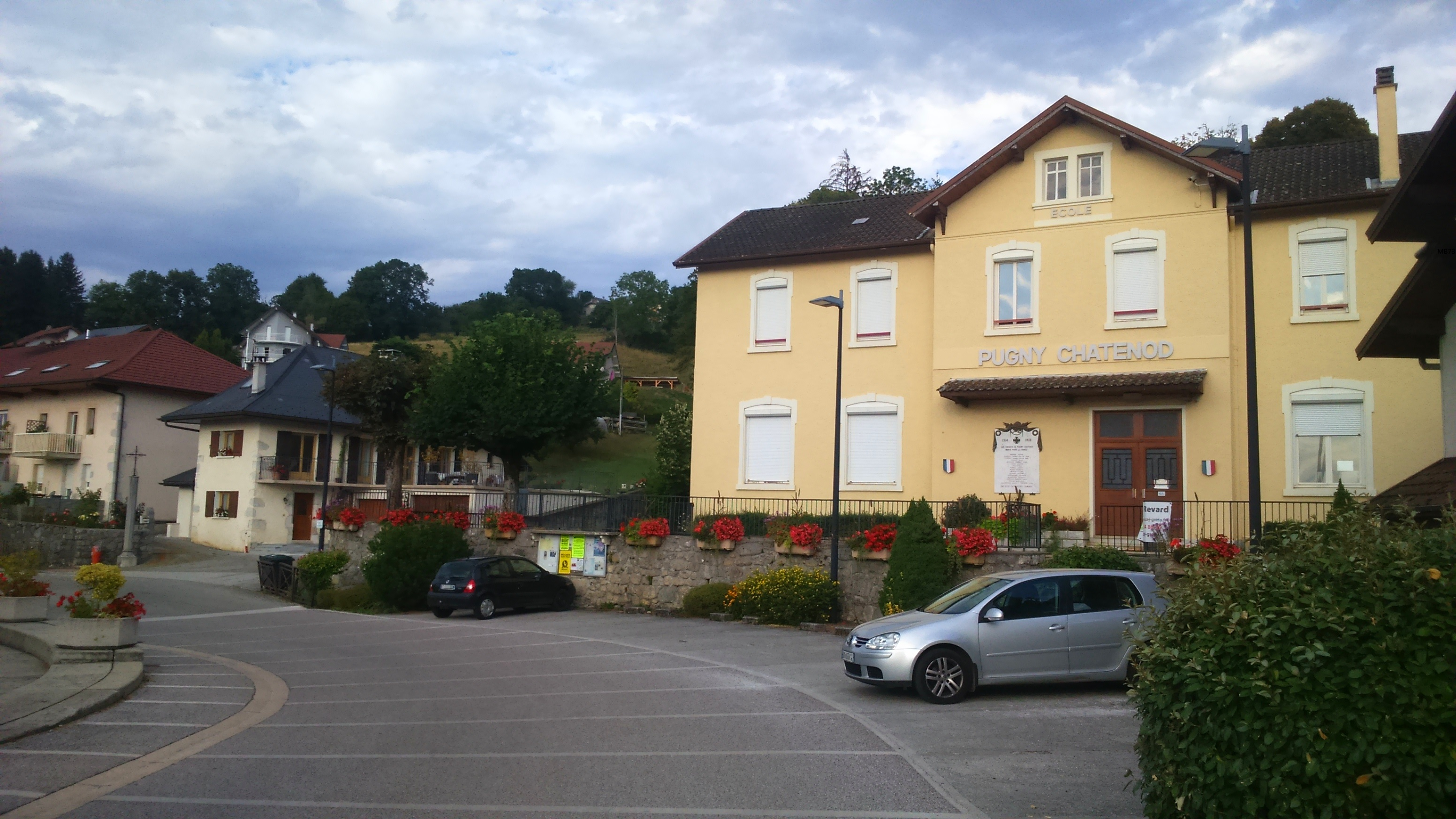
Le bourg de Pugny.

### Typologie
Au 1er janvier 2024, Pugny-Chatenod est catégorisée ceinture urbaine, selon la nouvelle grille communale de densité à sept niveaux définie par l'Insee en 2022.
Elle appartient à l'unité urbaine de Chambéry, une agglomération intra-départementale regroupant 35  communes, dont elle est une commune de la banlieue,,. Par ailleurs la commune fait partie de l'aire d'attraction de Chambéry, dont elle est une commune de la couronne,. Cette aire, qui regroupe 115 communes, est catégorisée dans les aires de 200 000 à moins de 700 000 habitants,.

### Occupation des sols
L'occupation des sols de la commune, telle qu'elle ressort de la base de données européenne d’occupation biophysique des sols Corine Land Cover (CLC), est marquée par l'importance des territoires agricoles (47,2 % en 2018), en diminution par rapport à 1990 (48,2 %). La répartition détaillée en 2018 est la suivante : 
forêts (31,4 %), zones agricoles hétérogènes (28,7 %), prairies (18,5 %), zones urbanisées (18,3 %), milieux à végétation arbustive et/ou herbacée (3 %).
L'IGN met par ailleurs à disposition un outil en ligne permettant de comparer l’évolution dans le temps de l’occupation des sols de la commune (ou de territoires à des échelles différentes). Plusieurs époques sont accessibles sous forme de cartes ou photos aériennes : la carte de Cassini (XVIIIe siècle), la carte d'état-major (1820-1866) et la période actuelle (1950 à aujourd'hui).

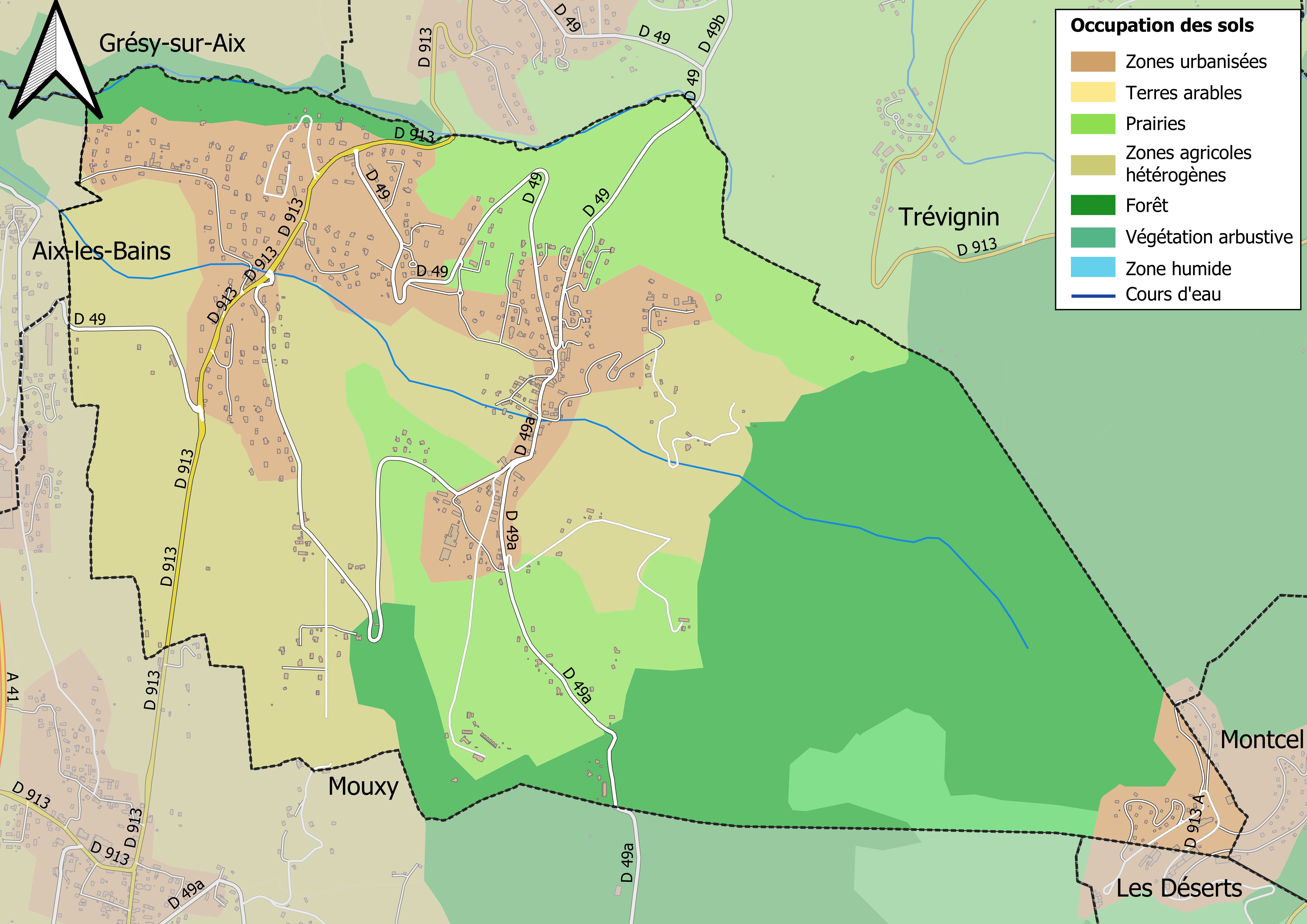
Carte des infrastructures et de l'occupation des sols en 2018 (CLC) de la commune.
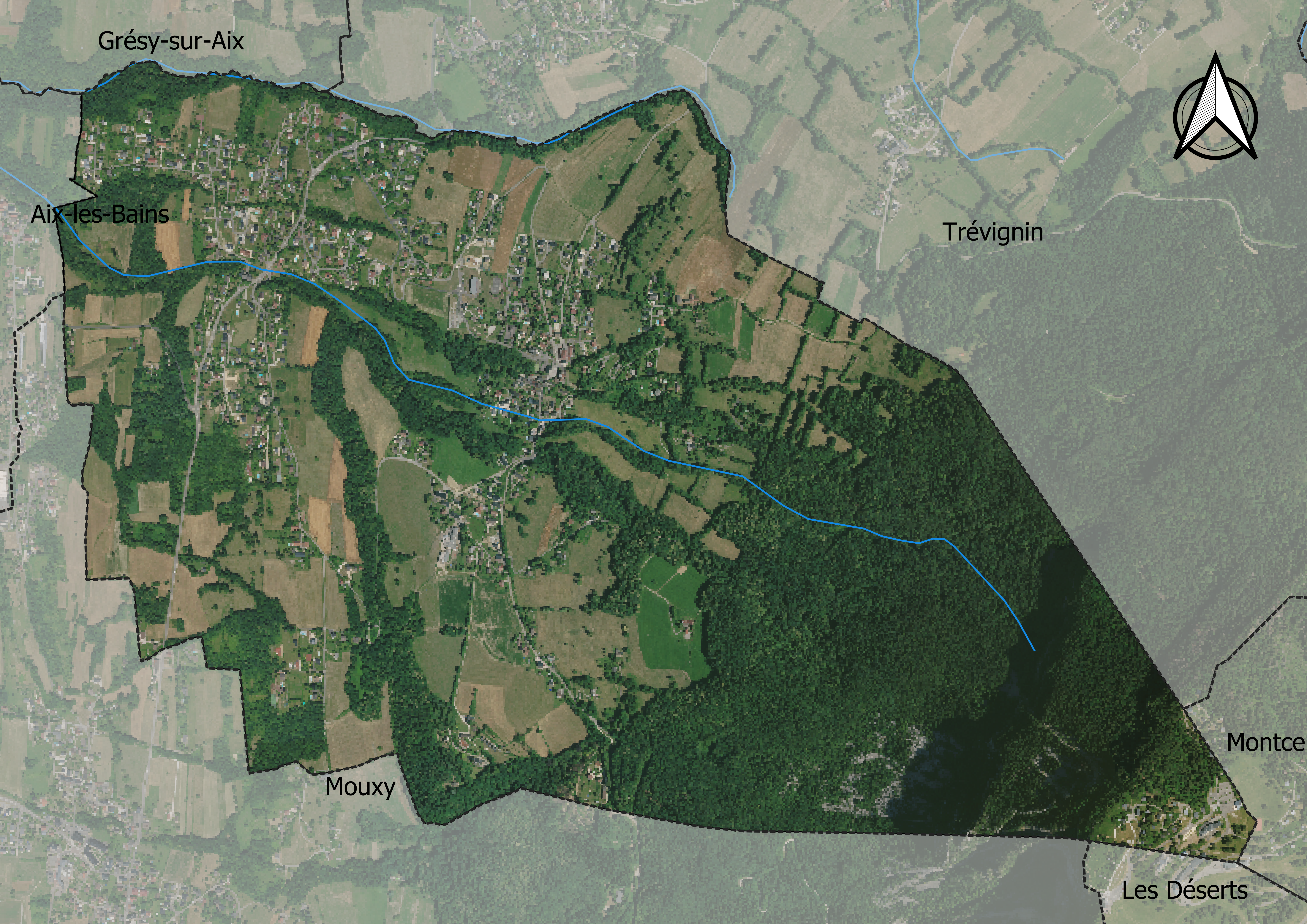
Carte orthophotogrammétrique de la commune.

### Lieux-dits, hameaux et écarts
De nombreux lieux-dits sont présents sur l'ensemble du territoire communal comme Sous les Côtes, les Exertiers, les Bartelins, les Plantées, etc..

### Habitat et logement
En 2018, le nombre total de logements dans la commune était de 546, alors qu'il était de 512 en 2013 et de 487 en 2008.
Parmi ces logements, 71,4 % étaient des résidences principales, 26,6 % des résidences secondaires et 2,1 % des logements vacants. Ces logements étaient pour 88,1 % d'entre eux des maisons individuelles et pour 11,1 % des appartements.
Le tableau ci-dessous présente la typologie des logements à Pugny-Chatenod en 2018 en comparaison avec celle de la Savoie et de la France entière. Une caractéristique marquante du parc de logements est ainsi une proportion de résidences secondaires et logements occasionnels (26,6 %) inférieure à celle du département (37,2 %) mais supérieure à celle de la France entière (9,7 %). Concernant le statut d'occupation de ces logements, 84,6 % des habitants de la commune sont propriétaires de leur logement (83,8 % en 2013), contre 60,2 % pour la Savoie et 57,5 % pour la France entière.
| Typologie                                               | Pugny-Chatenod | Savoie | France entière |
| ------------------------------------------------------- | -------------- | ------ | -------------- |
| Résidences principales (en %)                           | 71,4           | 56,7   | 82,1           |
| Résidences secondaires et logements occasionnels (en %) | 26,6           | 37,2   | 9,7            |
| Logements vacants (en %)                                | 2,1            | 6      | 8,2            |

### Voies de communications et transports
La principale route qui traverse la commune est la route départementale du Revard. La départementale 49 traverse le centre de la commune.
Aucune réseau de bus ne dessert la commune. Cependant, il existe quelques lignes qui relient la plaine à la montagne l'hiver et même parfois l'été.

## Toponymie
La commune a porté différents noms au cours du temps. Les archives montrent que l'on nommait le village Pugnus en 1090, Pugneium en 1215 et même Pugné en 1222. On l'appela par la suite, en 1340, de Pognye ; en 1357, Pugniacum, puis Puygné en 1379 et ecclesia Pugneti en 1414. Plus tard, le village prendra son nom définitif en 1602, Pugny, mais Puigné quelques années plus tard en 1606 avant de revenir Pugny en 1782. La suite du nom, Chatenod, proviendrait d'un patronyme lui-même dérivé du latin castanea, signifiant châtaigne. En effet, le nom officiel de la commune devient Pugny-Chantenod à la suite d'un rapprochement avec la commune de Chantenod.
En francoprovençal, le nom de la commune s'écrit Pounyi, selon la graphie de Conflans.

## Histoire
Comme l'ensemble des communes alentour, l'évolution de la commune est marquée par l'histoire d'Aix-les-Bains. On peut aussi dire, d'une manière plus générale, que l'histoire de Pugny est fortement liée à celle de la Savoie.

### Préhistoire
Le site est habité depuis le Néolithique. En effet, des communautés sédentaires d'agriculteurs s'installent dans les plaines et les vallées d'altitude moyenne, notamment vers les lacs comme celui du Bourget.

### Époque contemporaine

#### LeXIXesiècle

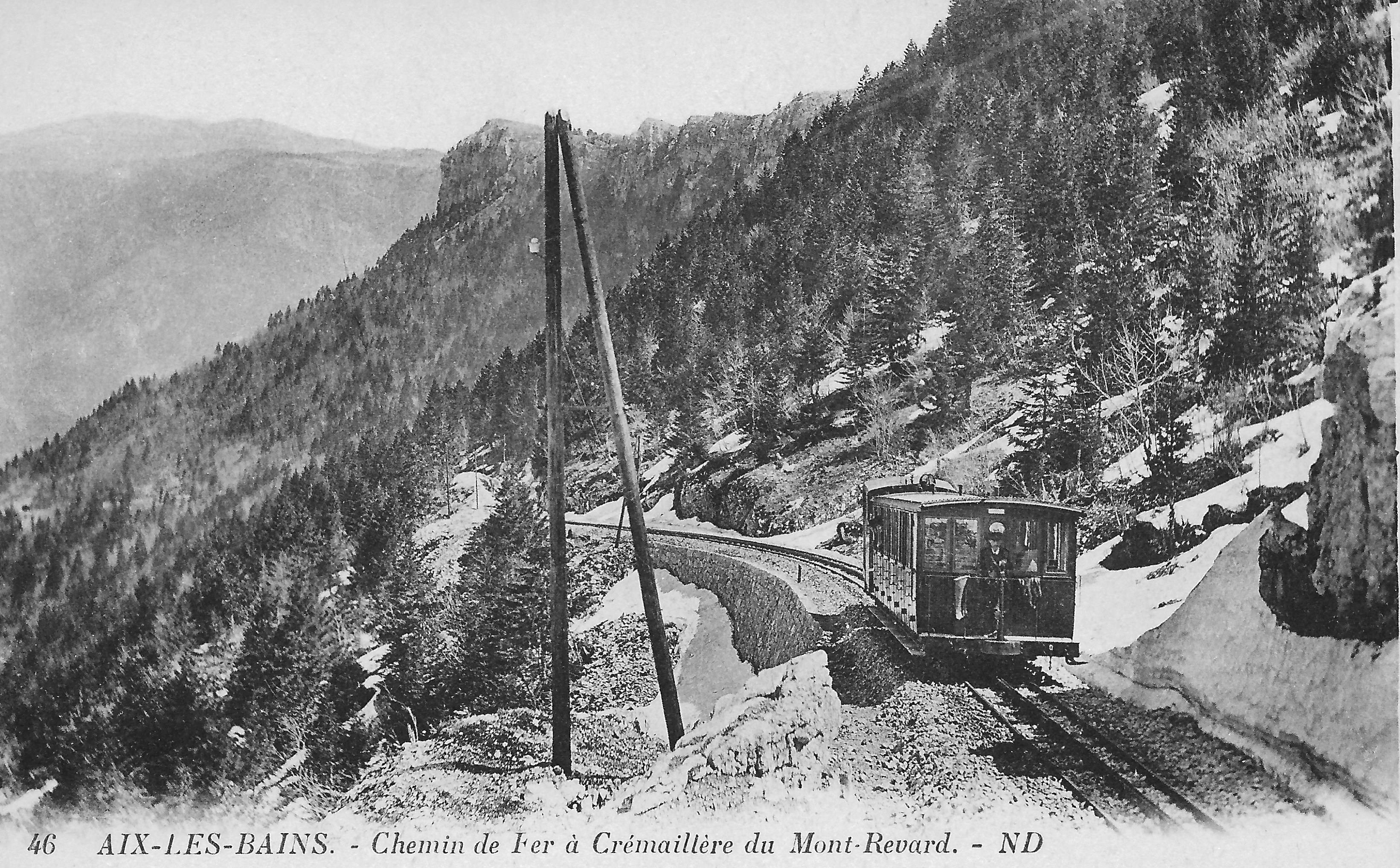
Le chemin de fer à crémaillère du mont Revard.

À la suite du traité de Turin du 24 mars 1860 qui voit l'annexion de la Savoie par la France, Pugny devient, comme tout le territoire du duché, une terre désormais française.
Pugny-Chatenod accueille des personnalités célèbres en 1896 dont les têtes couronnées de Hollande qui firent une cure d'air au climatérium des Corbières. Ce monument, édifié en 1893 par le docteur Jean Monard, est actuellement situé à quelques centaines de mètres du bourg par voie routière.

#### LeXXesiècle

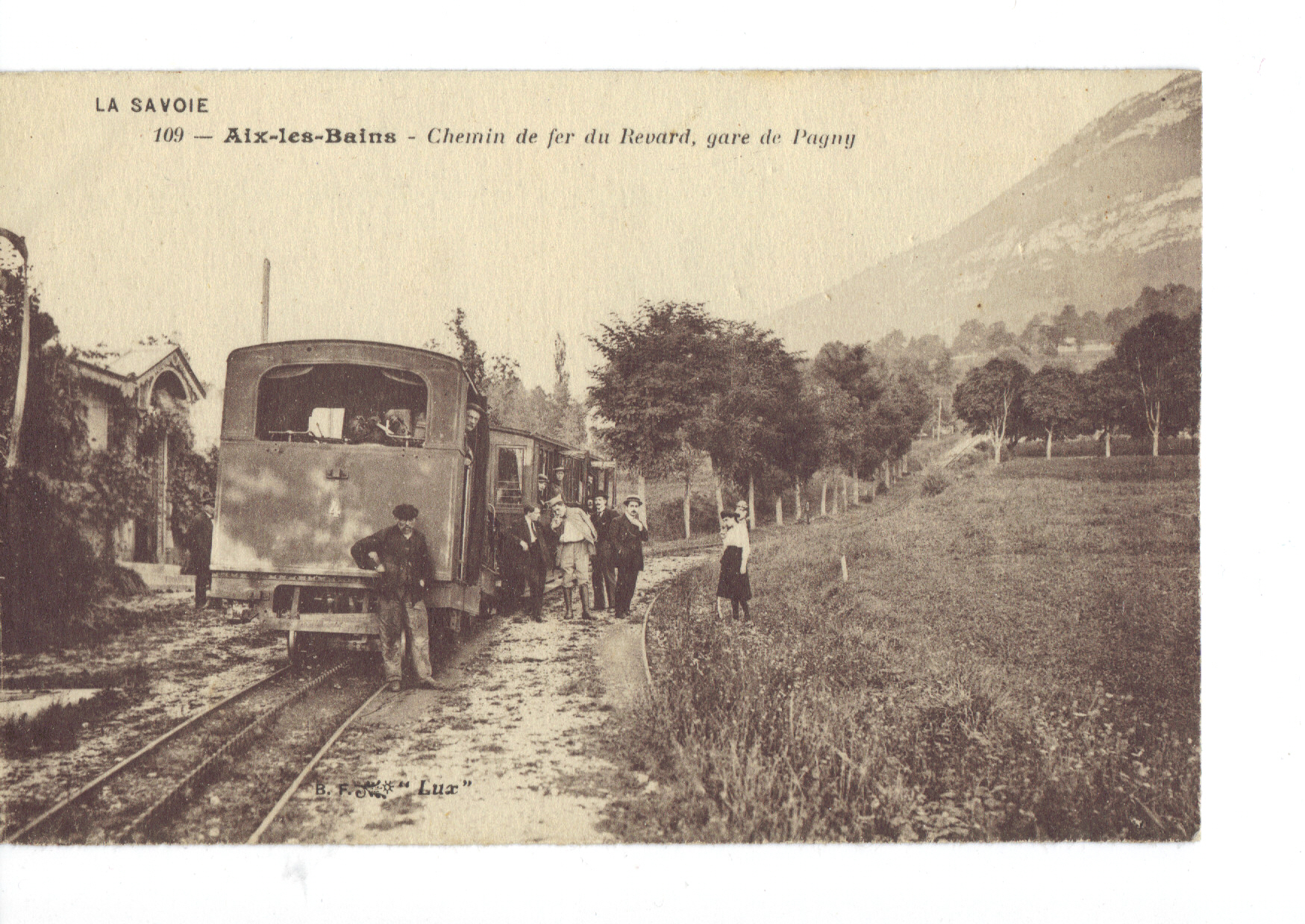
Un train du Chemin de fer du Revard en gare de Pugny, au tout début du XXe siècle.

En 1892, la ville bénéficie d'une halte sur le Chemin de fer du Mont-Revard, qui relie cette montagne à Aix-les-Bains. La gare de Pugny aurait largement influencé cette présence au climatérium. En effet, le site du Revard devenait de plus en plus une station de sports d'hiver réputée. Le tracé de cette ligne est encore bien visible, tel le viaduc des Fontanettes, encore érigé. Plus tard, de 1935 à 1969, un téléphérique, remplace ce chemin de fer.
Malgré une augmentation sensible de la population, comme dans l'ensemble de la communauté d'agglomération du lac du Bourget (CALB), le village conserve ses activités agricoles locales et ses traits naturels de paysage montagneux. Des fours à pain, des lavoirs ainsi que des fermes marquent encore le territoire communal.

## Politique et administration

### Rattachements administratifs et électoraux

#### Rattachements administratifs
La commune se trouve depuis l'Annexion de la Savoie en 1860 dans l'arrondissement de Chambéry du département de la Savoie.
Elle faisait partie depuis cette date à 1973 du canton d'Aix-les-Bains, année où elle intégrée au canton de Grésy-sur-Aix, puis, en 1985 au canton d'Aix-les-Bains-Nord-Grésy. Dans le cadre du redécoupage cantonal de 2014 en France, cette circonscription administrative territoriale a disparu, et le canton n'est plus qu'une circonscription électorale.

#### Rattachements électoraux
Pour les élections départementales, la commune fait partie depuis 2014 du canton d'Aix-les-Bains-1
Pour l'élection des députés, elle fait partie de la première circonscription de la Savoie.

### Intercommunalité
Pugny-Chatenodétait membre de la communauté d'agglomération du Lac du Bourget, un établissement public de coopération intercommunale (EPCI) à fiscalité propre créé en 2007 — et qui succédait à une communauté de communées créée fin 2001 en remplacement du syndicat intercommunal du lac du Bourget (SILB) créé en 1954 —  et auquel la commune avait transféré un certain nombre de ses compétences, dans les conditions déterminées par le code général des collectivités territoriales.
Dans le cadre des dispositions de la loi portant nouvelle organisation territoriale de la République du 7 août 2015, qui prévoit que les établissements publics de coopération intercommunale (EPCI) à fiscalité propre doivent avoir un minimum de 15 000 habitants, cette intercommunalité a fusionné avec ses voisines pour former, le 1er janvier 2017, la communauté d'agglomération Grand Lac, dont est désormais membre la commune.

### Politique locale
Les élections municipales de 2020 sont annulées par le Conseil d'État le 14 avril 2022 en raison d'importantes irrégularités, amenant à de nouvelles élections qui se sont tenues le 26 juin 2022 par la victoire de la liste menée par la liste menée par Bruno Crouzevialle, maire qui avait été élu en 2020,.

### Liste des maires
| Période                                  | Période                       | Identité           | Étiquette | Qualité |
| ---------------------------------------- | ----------------------------- | ------------------ | --------- | --- |
| Les données manquantes sont à compléter. |                               |                    |           | |
|                                          |                               |                    |           | |
|                                          | mars 1983                     | Robert Vuillermet  |           | |
| mars 1983                                | juillet 2020                  | Jean-Guy Massonnat | SE        | Vice-président de la communauté d'agglomération du Lac du Bourget ( ? → 2016) Vice-président de la CA Grand Lac (2017 → 2020) |
| juillet 2020,                            | En cours (au 13 janvier 2023) | Bruno Crouzevialle |           | Profession scientifique Réélu en juillet 2022 après l'annulation des élections municipales de 2020.                           |

### Enseignement
En 2014, la commune possède une école municipale, qui relève de l'académie de Grenoble. Elle fait partie d’un regroupement pédagogique avec l'école de Trévignin. Les élèves de cycle 2 et 3 des deux villages sont regroupés à l'école du village et les plus jeunes (maternelle) sont inscrits à l'école de Trévignin. Cela permet de réunir les enfants d’une même classe d’âge en un même lieu.
En 2014, le regroupement des deux communes comptait 123 élèves répartis en 5 classes différentes. Pour la rentrée 2019, la commune compte 75 enfants scolarisés. Il existe trois classes : CE1 au CM2.
Par ailleurs, l'école appartient à la zone A du calendrier scolaire.

### Santé
En 2014, aucun médecin généraliste, ou autre service de santé, n'est présent sur la commune. Le plus proche médecin se situe à Mouxy, commune voisine.
La clinique privée Herbert, la plus proche de Pugny, se trouve à environ cinq kilomètres depuis le centre du village. Ensuite les hôpitaux les plus proches sont situés sur la ville d'Aix-les-Bains. Le centre hospitalier de Chambéry, situé à une vingtaine de kilomètres au sud de Pugny, est souvent sollicité.

## Population et société

### Démographie
L'évolution du nombre d'habitants est connue à travers les recensements de la population effectués dans la commune depuis 1793. Pour les communes de moins de 10 000 habitants, une enquête de recensement portant sur toute la population est réalisée tous les cinq ans, les populations de référence des années intermédiaires étant quant à elles estimées par interpolation ou extrapolation. Pour la commune, le premier recensement exhaustif entrant dans le cadre du nouveau dispositif a été réalisé en 2006.

En 2022, la commune comptait 1 060 habitants, en évolution de +11,58 % par rapport à 2016 (Savoie : +3,63 %, France hors Mayotte : +2,11 %).
| 1793  | 1800 | 1806 | 1822 | 1838 | 1848 | 1858 | 1861 | 1866 |
| ----- | ---- | ---- | ---- | ---- | ---- | ---- | ---- | ---- |
| 1 021 | 191  | 296  | 383  | 437  | 489  | 426  | 430  | 461  |

| 1872 | 1876 | 1881 | 1886 | 1891 | 1896 | 1901 | 1906 | 1911 |
| ---- | ---- | ---- | ---- | ---- | ---- | ---- | ---- | ---- |
| 466  | 455  | 406  | 380  | 410  | 414  | 408  | 335  | 315  |

| 1921 | 1926 | 1931 | 1936 | 1946 | 1954 | 1962 | 1968 | 1975 |
| ---- | ---- | ---- | ---- | ---- | ---- | ---- | ---- | ---- |
| 323  | 349  | 405  | 374  | 275  | 274  | 230  | 244  | 328  |

| 1982 | 1990 | 1999 | 2006 | 2011 | 2016 | 2021  | 2022  | - |
| ---- | ---- | ---- | ---- | ---- | ---- | ----- | ----- | - |
| 443  | 622  | 704  | 833  | 975  | 950  | 1 023 | 1 060 | - |

### Enseignement
En 2014, la commune possède une école municipale, qui relève de l'académie de Grenoble. Elle fait partie d’un regroupement pédagogique avec l'école de Trévignin. Les élèves de cycle 2 et 3 des deux villages sont regroupés à l'école du village et les plus jeunes (maternelle) sont inscrits à l'école de Trévignin. Cela permet de réunir les enfants d’une même classe d’âge en un même lieu.
En 2014, le regroupement des deux communes comptait 123 élèves répartis en 5 classes différentes. Pour la rentrée 2019, la commune compte 75 enfants scolarisés. Il existe trois classes : CE1 au CM2.
Par ailleurs, l'école appartient à la zone A du calendrier scolaire.

### Santé
En 2014, aucun médecin généraliste, ou autre service de santé, n'est présent sur la commune. Le plus proche médecin se situe à Mouxy, commune voisine.
La clinique privée Herbert, la plus proche de Pugny, se trouve à environ cinq kilomètres depuis le centre du village. Ensuite les hôpitaux les plus proches sont situés sur la ville d'Aix-les-Bains. Le centre hospitalier de Chambéry, situé à une vingtaine de kilomètres au sud de Pugny, est souvent sollicité.

## Économie

### Revenus de la population et fiscalité
En 2011, le revenu fiscal médian par ménage était de 49 180 €, ce qui plaçait Pugny au 510e rang parmi les 31 886 communes de plus de 49 ménages en métropole et au 1er rang parmi les 304 communes de la Savoie.
En 2009, 69,2 % des foyers fiscaux sont imposables.

### Emploi
Le taux d'activité des 15 à 64 ans en 2009 est de 69,7 %. Les inactifs représentent donc 30.3 % de la population. Le taux de chômage est particulièrement faible sur la commune : 5,2 %.

### Établissements
| Établissements                                                                 | Pugny |
| Nombre d'établissements actifs au 31 décembre 2010                             | 63    |
| Part de l'agriculture, en %                                                    | 11,1  |
| Part de l'industrie, en %                                                      | 0,0   |
| Part de la construction, en %                                                  | 11,1  |
| Part du commerce, transports et services divers, en %                          | 61,9  |
| dont commerce et réparation automobile, en %                                   | 6,3   |
| Part de l'administration publique, enseignement, santé et action sociale, en % | 15,9  |
| Part des établissements de 1 à 9 salariés, en %                                | 22,2  |
| Part des établissements de 10 salariés ou plus, en %                           | 3,2   |

### Agriculture
La commune de Pugny, située dans la campagne, est donc couverte par de nombreuses terres en zones agricoles. En 2014, la surface agricole utilisée est de 156 ha, divisée en trois parties. Plus de la moitié de cette surface est occupée par des prairies permanentes avec 91 ha. Suivent ensuite, les prairies temporaires qui représentent 46 ha de la surface agricole utilisée. Le maïs, quant à lui, représente 19 ha.

### Tourisme
La commune de Pugny-Chatenod est située sur les premières hauteurs de la station touristique d'Aix-les-Bains. De plus, elle est située à une dizaine de kilomètres seulement du Revard, pilier du domaine skiable de Savoie Grand Revard. Le Revard est par ailleurs, l'une des toutes premières stations de ski créées en France.
Ainsi, le nombre de lits d'hébergement dans la commune en 2014 est de 61 lits marchands et de 624 non marchands.

## Culture locale et patrimoine

### Lieux et monuments
La commune ne compte aucun monument classé ou inscrit au titre des monuments historiques.
Le monastère de Béthléem est un monastère occupé par les sœurs de Bethléem, de l’assomption de la Vierge et de saint Bruno. Il a été créé vers les années 1950. Par ailleurs, les moniales vivent à l'intérieur de cette bâtisse. Elles accueillent entre-autres les personnes qui le souhaitent. Des offices réguliers ont lieu dans ce monastère.